# Tars Lootens
Tars Lootens (Gent, 22 december 1952) is een Belgisch pianist, componist en begeleider van onder meer Johan Verminnen, Zjef Vanuytsel,Toots Thielemans, Jo Lemaire, Will Tura, Maurice Jarre, I Fiamminghi, Rocco Granata en Salvatore Adamo. Hij was te zien in het televisieprogramma de Kinderacademie terwijl hij kinderen muzikaal ondersteunde tijdens hun optredens.
Tars Lootens componeerde een aantal kenwijsjes voor televisie- en radioprogramma's en trad op tijdens festivals in Mexico, Canada, Rusland, Japan, Frankrijk, de Verenigde Staten en Algerije. Alhoewel hij het meest van jazzmuziek houdt, heeft hij ook zijn strepen verdiend in de kleinkunst en de pop- en rockmuziek.
In de jazz was Lootens vooral actief bij de formatie Jazzcircle. De groep kwam op de jazzscene in 1977, onder impuls van Lootens en bassist Marc Van Garsse. Philippe Venneman speelde saxofoon en Jean-Luc Van Lommel was de drummer. Zowel Lootens als Van Lommel waren toen actief bij Zjef Vanuytsel. Eén jaar na de stichting was Jazzcircle al laureaat op het International Jazz Concours van Laren (Nederland). Marc Van Garsse kreeg de onderscheiding van beste solist.
De groep toerde in binnen- en buitenland en speelde in 1979 op Jazz Middelheim. Lootens en co waren een vast gegeven in het Belgische jazzcircuit van de jaren zeventig en tachtig en traden enkele keren op met Toots Thielemans. In 1980 werd de groep in Knack omschreven als 'een van de beste jazzgroepen van Vlaanderen'.
In 1982 verscheen 'Sungames' de enige plaat van Jazzcircle bij het Nederlandse label Timeless. Voor dit album componeerde Lootens maar liefst zeven nummers. Hij was tevens de producer. Op 'Swimming Pool', een compositie van Lootens en Van Garsse, speelde Toots Thielemans als gastmuzikant op mondharmonica. Na het plotse overlijden van saxofonist Philippe Venneman, ook wel de Vlaamse Stan Getz genoemd, door een auto-ongeluk in 1993 hield de groep op te bestaan. Op zijn CD 'Tarsando Ma Non troppo' (Eufoda) brengt Lootens met het nummer 'The Spring of '93' een eerbetoon aan Venneman.

## Discografie
- 1982, Jazzcircle, Sun Games (Timeless)
- 1990, A Touch of Coulour (BMG/Ariola)
- 1995, Tarsando ma non troppo, met Walter Boeykens Ensemble (Eufoda)
- 2017, 'Time2save', boek + cd van Patrick Retour (zingen voor de aarde en de natuur)